# Río Argonza
El río Argonza, Argoza o Lodar es un curso fluvial de Cantabria (España). 

## Curso
El cauce recibe su nombre a partir del Pozo de la Arbencia, donde recibe las aguas del río Fuentes. Hasta este punto su corriente es conocida como río Hormigas, que nace en la Fuente del Arco, cerca del collado de Fontecha. Atendiendo a los criterios de distancia hasta la desembocadura y altura de la fuente, esta Fuente del Arco es el nacimiento del Argonza.
Desemboca en el río Saja al que se une por la derecha a 360 metros de altitud en las cercanías del pueblo de Correpoco y tas haber recorrido algo más de 24 km. Su cuenca (124.8 kilómetros cuadrados) y recorrido se encuentran casi por completo dentro del Parque natural de Saja-Besaya.
El curso del río es corto y rápido, discurriendo entre empinadas laderas. El Pozo de la Arbencia (de "efervescencia") se forma tras una serie de cascadas que conforman un lugar pintoresco y de difícil acceso. El lecho solo se abre ligeramente en su tramo final, a la altura del pueblo de Bárcena Mayor que da paso a una estrecha llanura de inundación. Su aportación anual es de 103,34 hm³
Sus afluentes principales son el río Huzmeana (Juzmeana) por la derecha y los arroyos Queriendo y Valneria por la izquierda.
Aparece descrito en el segundo volumen del Diccionario geográfico-estadístico-histórico de España y sus posesiones de Ultramar de Pascual Madoz con las siguientes palabras:

ARGOZA: r. en la prov. de Santander, part. jud. de Reinosa: trae origen de 2 fuentes que llaman del Gato y de Paguenzo en el térm. de Campo, uniéndosele á poca dist. los pequeños r. titulados Querendo y Espinera: se dirige de S. á N., y pasando por el pueblo de Barcena-Mayor, va á incorporarse con el caudaloso Saja en el valle de Cabuerniga en Correpoco y su barrio del Tojo: sobre él hay varios puentes de madera peoniles, y 2 molinos harineros, el 1 de 2 ruedas en Barcena-Mayor, en donde tambien existe 1 puente con 1 arco de piedra y otro de madera, y el otro de una, próximo á Correpoco: sus aguas solo fertilizan algunos prados contiguos á las márg., pero se hallan muy destruidos por las fuertes avenidas de los años de 1834 y 35.
(Madoz, 1845, p. 551)

## Pesca
La pesca en el Argoza, antes ricamente poblada de truchas, se limita legalmente al tramo entre la confluencia con el río Queriendo y el Saja entre los meses de abril y julio.